# Jules-Henri de Saxe-Lauenbourg
Jules-Henri est un prince de la maison d'Ascanie né le 9 avril 1586 à Wolfenbüttel et mort le 20 novembre 1665 à Prague. Il règne sur le duché de Saxe-Lauenbourg de 1656 à sa mort.

## Biographie
Fils du duc François II et de son épouse Marie de Brunswick-Lunebourg, Jules-Henri sert comme Feldmarschall dans l'armée impériale durant la guerre de Trente Ans. Il succède à son demi-frère aîné Auguste à la tête du duché de Saxe-Lauenbourg en 1656 et règne jusqu'à sa mort.

## Mariages et descendance
Le 7 mars 1617 à Grabow, Jules-Henri épouse Anne de Frise orientale (1562-1621), fille du prince Edzard II de Frise orientale. Ils n'ont pas d'enfant.
Le 27 février 1628 à Theusing, Jules-Henri se remarie avec Élisabeth-Sophie (en) (1589-1629), fille de l'électeur Jean II Georges de Brandebourg. Ils ont un fils :
- François-Erdmann (1629-1666), duc de Saxe-Lauenbourg.

Le 18 août 1632 à Vienne, Jules-Henri épouse en troisièmes noces Anne-Madeleine (1606-1668), fille du baron Wilhelm Popel de Lobkowicz. Ils ont six enfants :
- Jules-Henri (1633-1634) ;
- Françoise (1634-1634) ;
- Marie-Bénigne-Françoise (1635-1701), épouse en 1651 Ottavio Piccolomini ;
- François-Guillaume (1639-1639) ;
- Françoise-Élisabeth (1640-1640) ;
- Jules-François (1641-1689), duc de Saxe-Lauenbourg.